# Chevrolet Equinox EV
Chevrolet Equinox EV – elektryczny samochód osobowy typu crossover klasy średniej produkowany pod amerykańską marką Chevrolet od 2023 roku.

## Historia i opis modelu

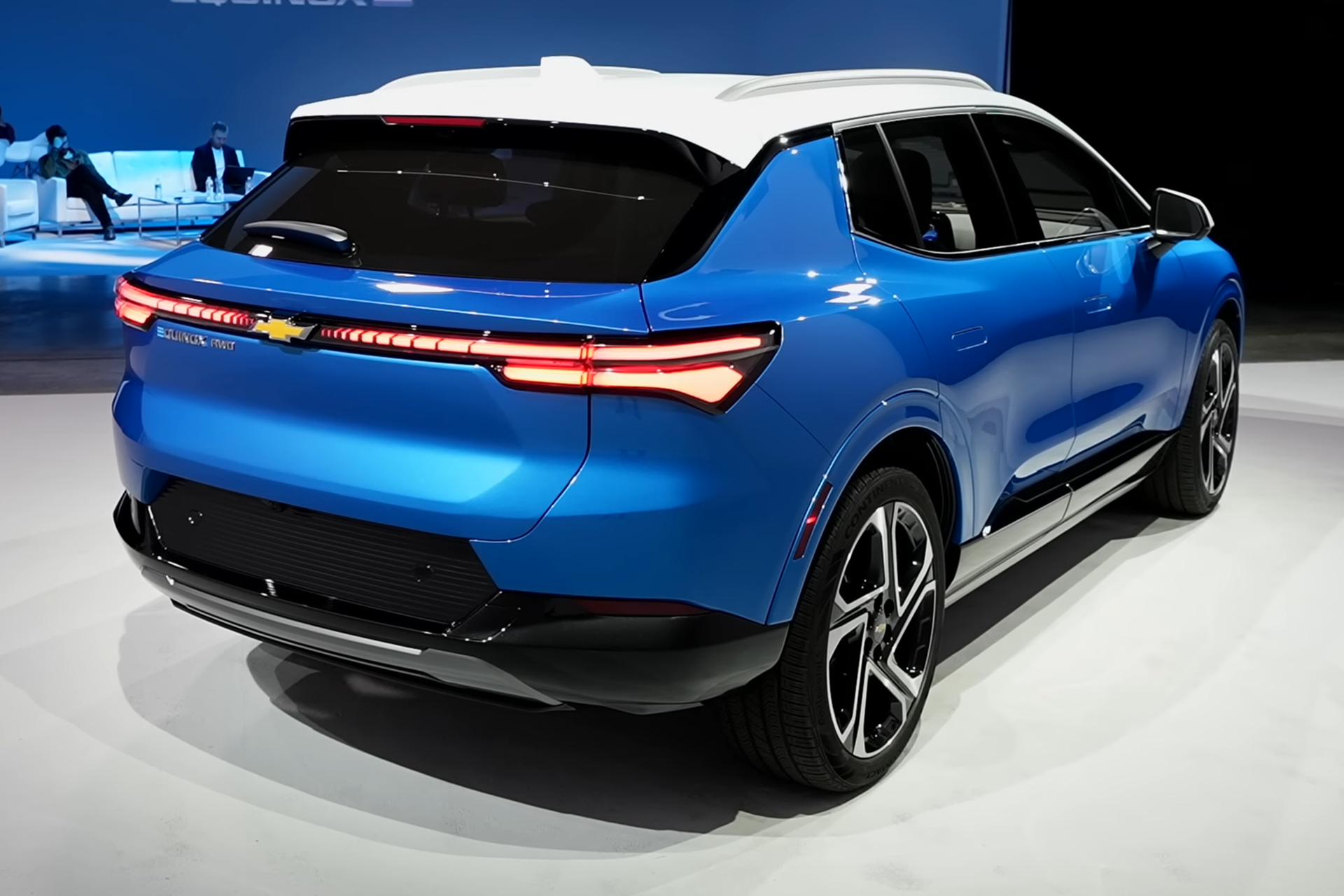
Chevrolet Equinox EV – tył

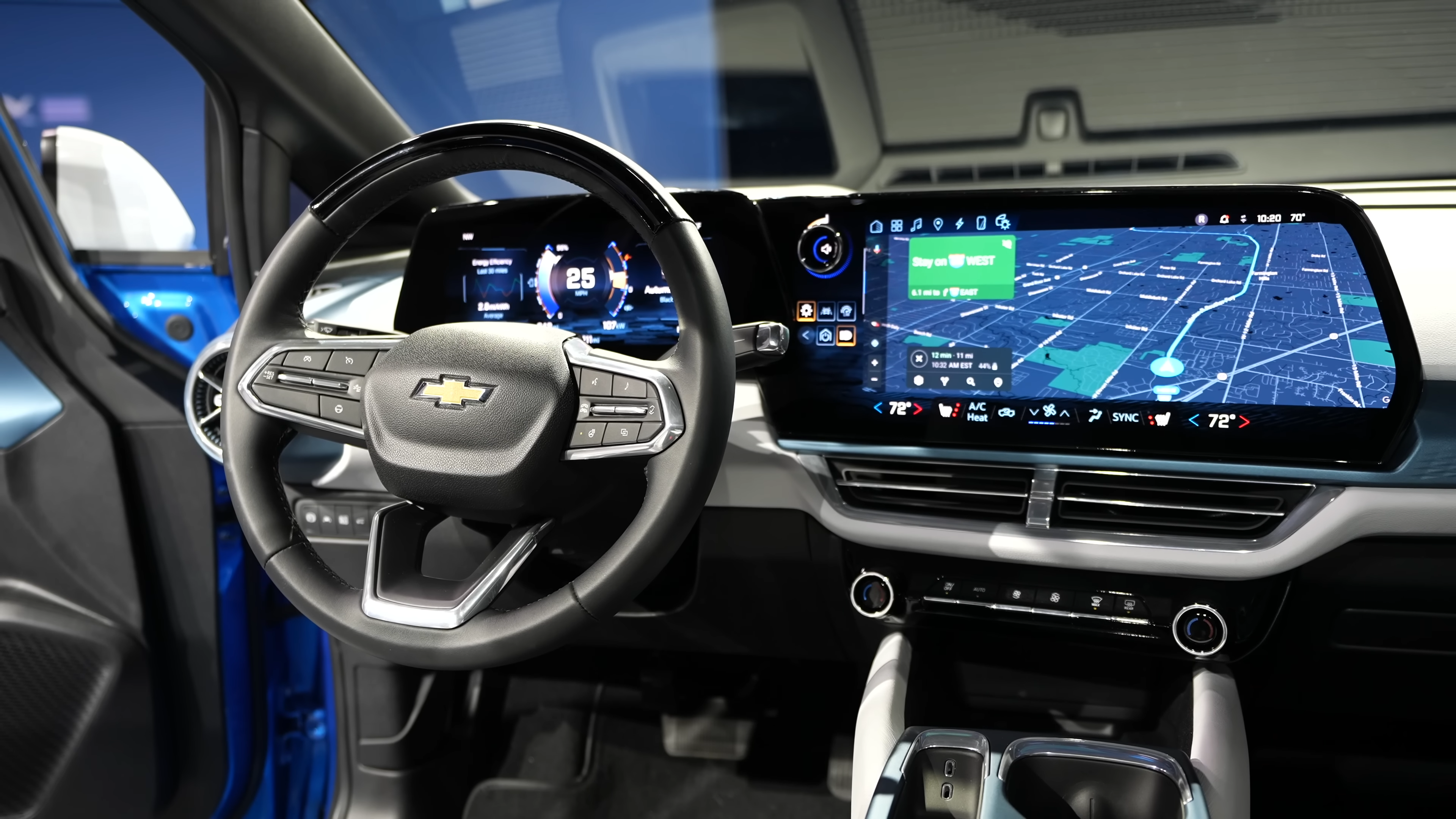
Chevrolet Equinox EV – kokpit

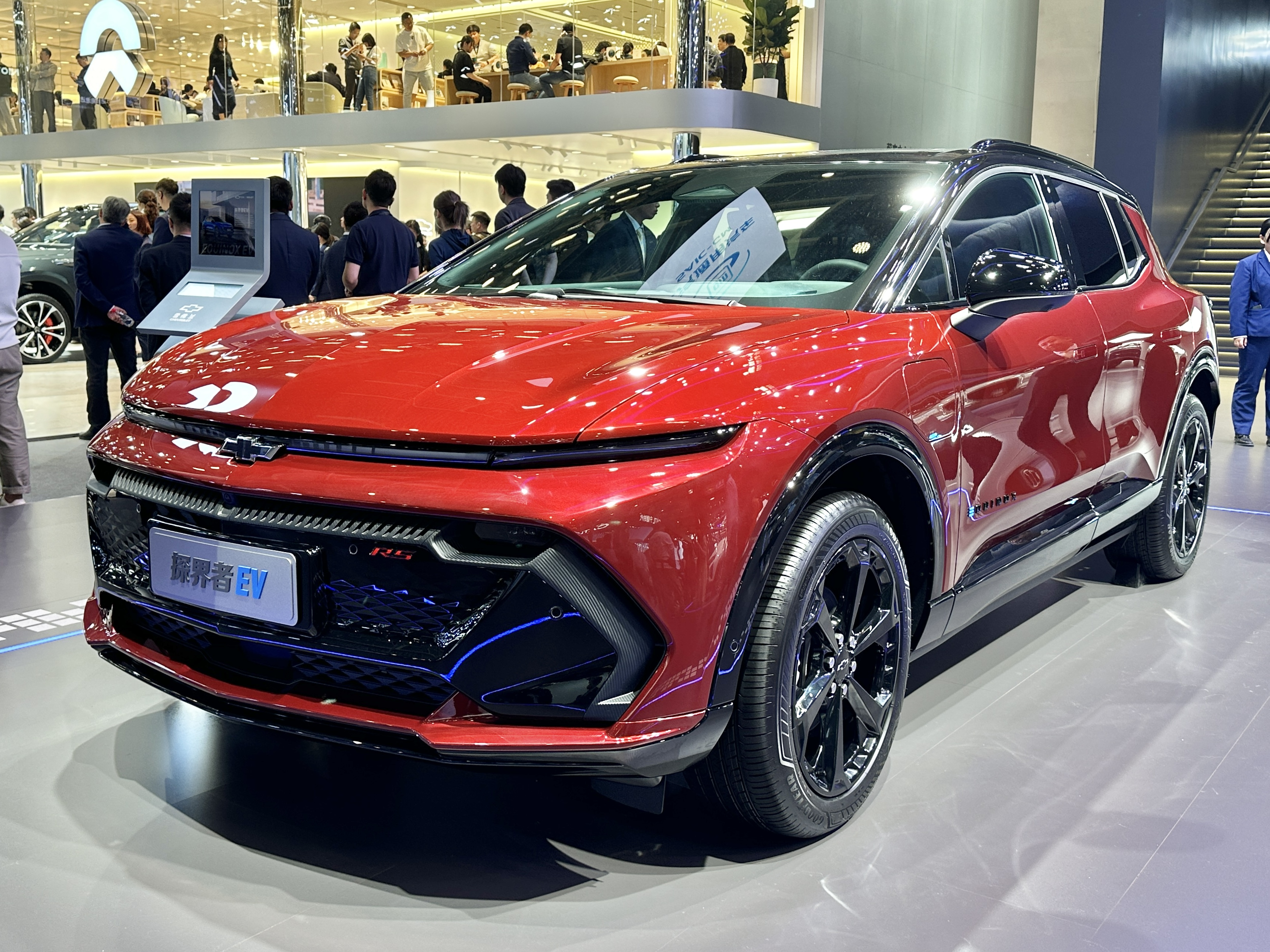
chiński Chevrolet Equinox EV

W styczniu 2022 roku Chevrolet przedstawił razem z dużym pickupem Silverado EV jeden z dwóch swoich pierwszych modeli opartych o nową modułową platformę Ultium opracowaną z myślą o samochodach elektrycznych koncernu General Motors. Średniej wielkości crossover opracowany został jako elektryczna alternatywa dla tradycyjnego, spalinowego Equinoxa oferowanego równolegle.
Pod kątem wizualnym Chevrolet Equinox EV wyróżnia się futurystyczną stylistyką, z wąskimi pasami świetlnymi dominującymi przedni oraz tylny pas, z którymi łączą się intensywnie zarysowane linie i przetłoczenia na nadwoziu. Wewnątrz wygospodarowano miejsce na dwa duże ekrany, które pełnią funkcję odpowiednio zegarów oraz centralnego systemu multimedialnego.

### Sprzedaż
Początek sprzedaży Equinoxa EV pierwotnie był przewidywany na jesień 2023 roku, kiedy to też miała rozpocząć się produkcja w meksykańskich zakładach General Motors w Ramos Arizpe. Ostatecznie uległo to opóźnieniu na pierwszy kwartał 2024 roku. Equinox EV powstał głównie z myślą o rynku amerykańskim i kanadyjskim, gdzie na tym pierwszym cena wyniosła 30 tysięcy dolarów za podstawowy wariant. W styczniu 2024 samochód pojawił się także w chińskiej ofercie Chevroleta wraz z lokalną produkcją w Szanghaju.

### Dane techniczne
Układ napędowy Chevroleta Equinoxa EV tworzy silnik elektryczny z rodziny Ultium Drive Motor rozwijający moc 241 KM w przypadku odmiany podstawowej lub 301 KM w przypadku wariantu topowego, napędzając tylną lub przednią oś crossovera. Bateria w przypadku wariantu podstawowego ma charakteryzować się pojemnością 50 kWh, z kolei dla wariantu topowego przewidziano do 200 kWh pojemności.